# RealMedia
RealMedia é um formato de mídia criado pela RealNetworks. A extensão dos arquivos RealMedia é .rm. Ele é usado normalmente em conjunto com o RealVideo ou RealAudio (formatos de vídeo/áudio da RealNetworks) e é usado para streaming de conteúda na Internet.
Esses formatos geralmente usam uma bitrate constante (CBR, do inglês constant birate); porém recentemente a RealNetworks desenvolveu um novo formato para bitrate varável (VBR, do inglês variable bitrate), chamado de RMVB (RealMedia variable bitrate).
A mídia RealMedia está disponível em muitos reprodutores de mídia em diferentes sistemas operacionais, como com o RealPlayer (reprodutor de mídia da RealNetworks)  ou o Real Alternative (pacote de codec alternativo ao RealPlayer).